# Fünf Dynastien und Zehn Reiche

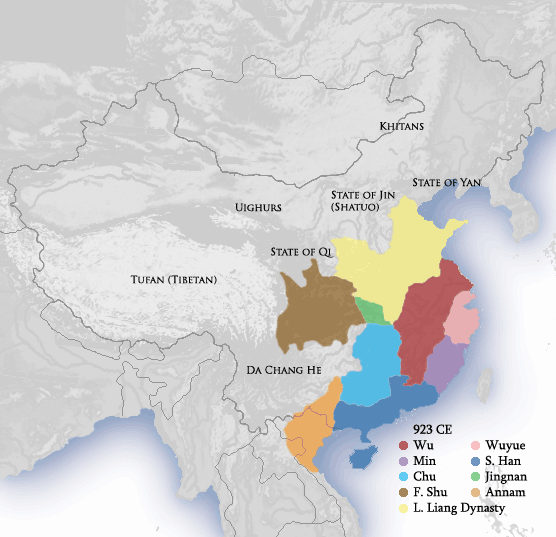
Späte Liang-Dynastie (gelb) und Nachbarkönigreiche, 923 n. Chr.

Die Zeit der Fünf Dynastien und Zehn Reiche (chinesisch 五代十國 / 五代十国, Pinyin wǔ dài shí guó) von 907 bis 960 war eine Zeit des politischen Umsturzes in China, nach dem Ende der Tang-Dynastie bis zur Gründung der Song-Dynastie. In kürzester Zeit folgten fünf Dynastien aufeinander, und mehr als ein Dutzend unabhängige Staaten entstanden im Süden des Landes, wobei traditionell nur zehn davon Erwähnung finden (daher auch der Name „Zehn Reiche“).

## Überblick
| Die Fünf Dynastien: - Spätere Liang-Dynastie (907–923) - Spätere Tang-Dynastie (923–936) - Spätere Jin-Dynastie (936–947) - Spätere Han-Dynastie (947–951) - Spätere Zhou-Dynastie (951–960) | Die Zehn Reiche: - Wu-Reich - Wuyue-Reich - Min-Reich - Chu-Reich - Südliches Han-Reich - Früheres Shu-Reich - Späteres Shu-Reich - Jingnan-Reich - Südliches Tang-Reich - Nördliches Han-Reich | Andere Reiche: - Yan-Reich - Qi-Reich - Chengde Jiedushi (auch bekannt als Zhao) - Yiwu Jiedushi - Dingnan Jiedushi - Wuping Jiedushi - Qingyuan Jiedushi - Yin-Reich - Ganzhou-Reich - Shazhou-Reich - Liangzhou-Reich |

## Vorgeschichte
Diese Zeit war ein direktes Ergebnis der politischen Unterschiede am Ende der Tang-Dynastie. Die Macht wanderte immer mehr aus den Händen der kaiserlichen Regierung hin zu regionalen Militärgouverneuren (Jiedushi). Die Huang-Chao-Rebellion (875–884), die große Gebiete verwüstete, bedeutete einen schweren Schlag gegen die Zentralregierung. Der machtlose Tang-Kaiser kehrte wieder in die Hauptstadt zurück, stand aber unter der Herrschaft seiner Eunuchen und Militärs. Im frühen 10. Jahrhundert verlor die Zentralregierung fast jede Macht über die mächtigen Jiedushi, sodass diese quasi unabhängig walten konnten.

## Der Norden

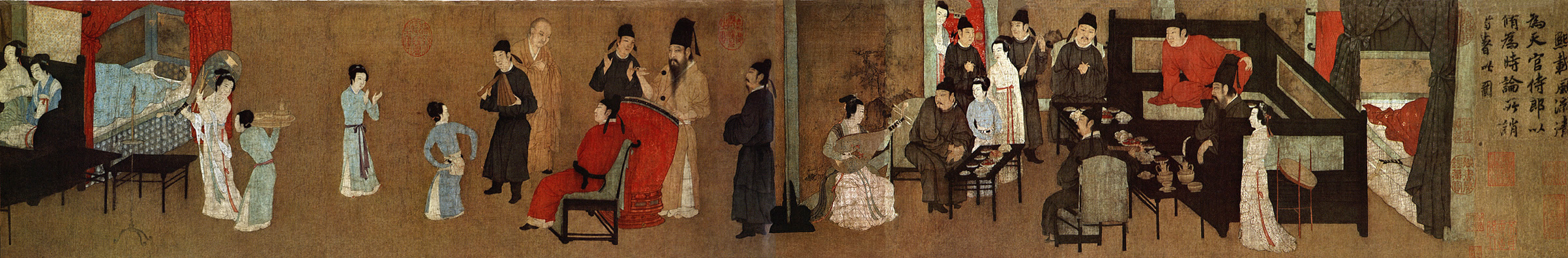
Ausschnitt des Gemäldes Die nächtlichen Vergnügungen des Han Xizai von Gu Hongzhong, 10. Jahrhundert

Zu der Zeit war Zhu Wen der mächtigste Kriegsherr im Norden Chinas. Ursprünglich ein Mitglied der Rebellenarmee des Huang Chao, wechselte er die Seiten und erwies sich für die Tang-Dynastie als ausschlaggebend in der Niederschlagung der Rebellion. Dafür erhielt er den Titel Xuanwu Jiedushi. Innerhalb weniger Jahre gelang es ihm, seine Macht zu konsolidieren, seine Nachbarn zu erobern und eine Verlegung der kaiserlichen Hauptstadt nach Luoyang innerhalb seines Machtbereichs zu erzwingen. 904 ließ er Kaiser Zhaozong ermorden und ersetzte ihn durch dessen 13-jährigen Sohn, der drei Jahre als Marionette regierte, bis er ihn 907 zwang, zu seinen Gunsten abzudanken. Damit begründete er die Spätere Liang-Dynastie mit sich selbst als erstem Kaiser.
Inzwischen hatten mehrere seiner Rivalen ebenfalls unabhängige Reiche ausgerufen, und nicht alle unter ihnen akzeptierten die neu-gegründete Dynastie als Oberhaupt. Besonders Li Cunxu und Liu Shouguang forderten das neue Regime heraus und kämpften um die Vormacht in Nordchina – Li Cunxu mit Erfolg: Nach dem Sieg über Liu Shouguang erklärte sich Li Cunxu 923 selbst zum Kaiser, fegte die Spätere Liang-Dynastie hinweg und ersetzte sie durch die Spätere Tang-Dynastie. Unter seiner Herrschaft wurde ein Großteil des Nordens wiedervereint, und um 925 gelang es Li Cunxu sogar, das Gebiet der frühen Shu im Süden Chinas (Provinz Sichuan) zu erobern.
Anschließend herrschte einige Jahre relativer Frieden.
Bald jedoch brachen wieder Unruhen aus: 934 erklärte sich Sichuan wieder für unabhängig, 936 rebellierte Shi Jingtang, Kriegsherr (Jiedushi) in Taiyuan, mit Hilfe des Chitan-Kaisers der Mandschurei. Als Gegenleistung versprach Shi Jingtang den Chitan 16 Präfekturen im Gebiet des Youyun (heute Hebei und Peking) sowie einen jährlichen Tribut. Die Rebellion war erfolgreich, und Shi Jingtang wurde im selben Jahr Kaiser von China und Begründer der Späteren Jin-Dynastie. Die Chitan allerdings betrachteten mit der Zeit die Späteren Jin immer weniger als Verbündete, sondern immer mehr als ihre Stellvertreter in China. 943 beschlossen sie, die Regierung selbst in die Hand zu nehmen und drangen innerhalb von drei Jahren bis in die Hauptstadt Kaifeng vor, was das Ende der Späteren Jin-Dynastie bedeutete.
Danach jedoch konnten oder wollten die Chitan die eroberten Gebiete in China nicht halten und zogen sich bereits Anfang des folgenden Jahres zurück. Der Jiedushi Liu Zhiyuan füllte das so entstandene Machtvakuum und rief 947 die Spätere Han-Dynastie aus – die kurzlebigste der fünf Dynastien, denn ein Putsch brachte bereits 4 Jahre später General Guo Wei auf den Thron, den Begründer der Späteren Zhou-Dynastie. Ein Mitglied der Späteren Han allerdings, Liu Chong, gründete als Nördliche Han ein Gegenreich in Taiyuan und rief im Kampf gegen die Späteren Zhou wieder die Chitan zu Hilfe. Nach Tod von Guo Wei 951 übernahm dessen Adoptivsohn Chai Rong den Thron und verfolgte eine Politik der Expansion und Wiedervereinigung. 954 besiegte er die vereinigte Streitmacht der Chitan und der Nördlichen Han; zwischen 956 und 958 fügte er den südlichen Tang – zu der Zeit die mächtigste Gruppierung in Südchina – schwere Niederlagen zu und zwang sie, alle Gebiete nördlich des Jangtsekiang abzutreten.
959 griff Chai Rong das Kaiserreich der Chitan an, mit dem Ziel, die von den Späten Jin abgetretenen Gebiete zurückzuerobern. Nach einer Reihe von Siegen fiel er allerdings einer Krankheit zum Opfer.
960 endete die Zeit der Fünf Dynastien und Zehn Königreiche mit dem Putsch und der Machtübernahme durch General Zhao Kuangyin (Nördliche-Song-Dynastie). In den folgenden zwei Jahrzehnten gelang es Zhao Kuangyin und seinem Nachfolger Zhao Kuangyi, alle übrigen Reiche in China zu unterwerfen, und nach der Niederlage der Nördlichen Han 979 China vollständig wieder zu vereinen.

## Der Süden
Im Gegensatz zu Nordchina, wo die Dynastien in rasantem Wechsel aufeinander folgten, bestanden die unterschiedlichen Reiche in Südchina mehr oder weniger nebeneinander auf verschiedenen abgegrenzten geographischen Gebieten: So bestand um 920 das Reich Wu auf dem Gebiet der heutigen Provinzen Jiangsu, Anhui, und Jiangxi. Wuyue dagegen belegte die heutige Provinz Zhejiang, Min die Provinz Fujian, das südliche Han bedeckte Guangdong, Chu lag in Hunan, Jingnan erstreckte sich über Jiangling  Provinz Hubei und das frühe Shu lag im heutigen Sichuan. Sichuan fiel 925 unter die Kontrolle des Nordens, erlangte aber 934 seine Unabhängigkeit als Spätes Shu wieder.

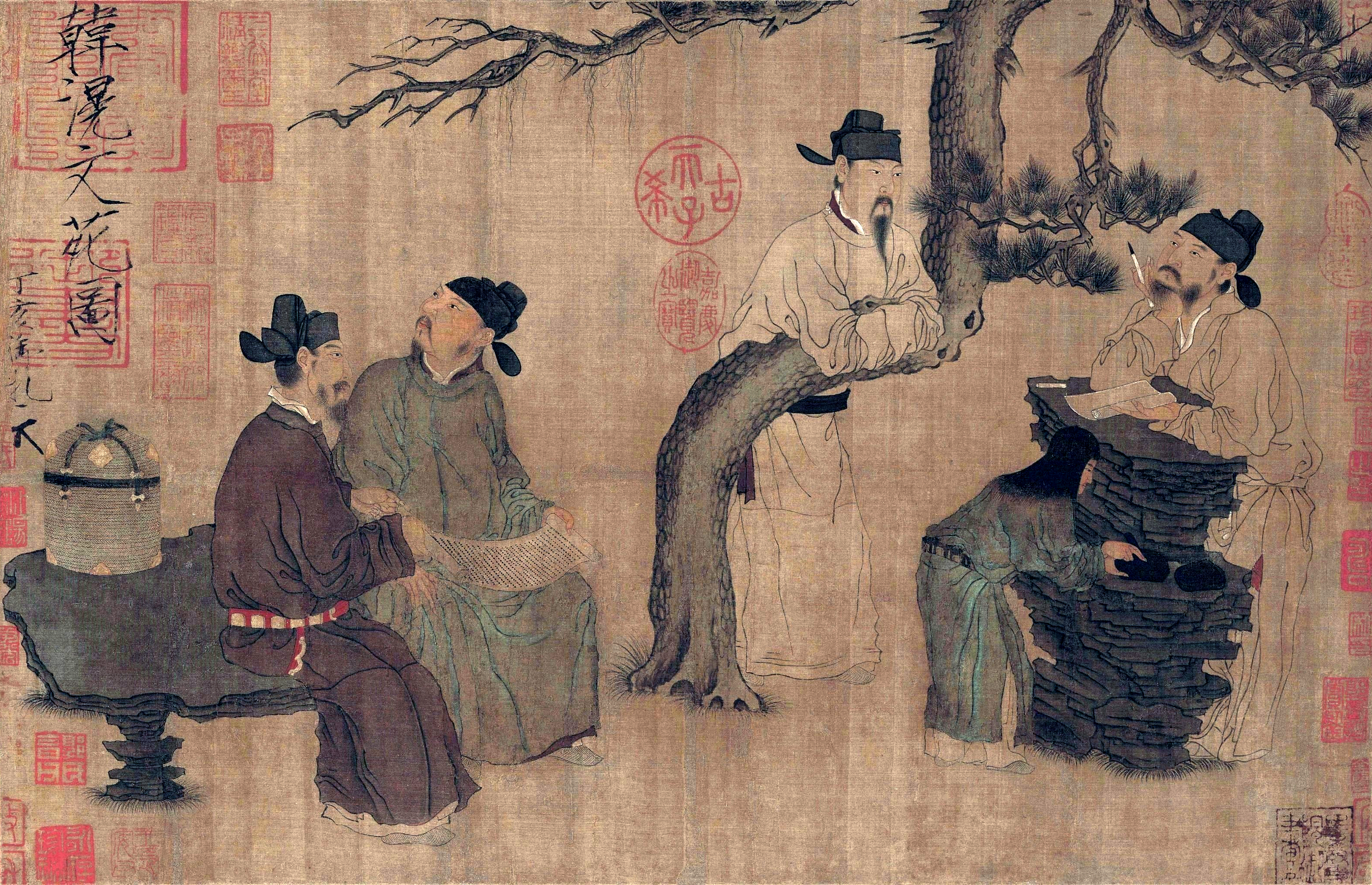
A Literary Garden, Gemälde von Zhou Wenju, Südliche-Tang-Dynastie

Wenngleich der Süden stabiler war als der Norden, wurde doch auch Südchina von Kriegen erschüttert. Wu kämpfte mit allen Nachbarn, ein Kampf, der sich fortsetzte, als die Südlichen Tang das Gebiet 937 eroberten. Um 940 nutzen die Südlichen Tang die internen Krisen der Min und Chu, um sich beide Reiche der Reihe nach einzuverleiben. Damit waren sie zum mächtigsten Regime in Südchina aufgestiegen. Dennoch konnten sie den Einfall der Späten Zhou-Dynastie nicht abwehren und verloren zwischen 956 und 958 alle Gebiete nördlich des Jangtsekiangs.
Die Nördliche Song-Dynastie, begründet um 960, hatte sich die Wiedervereinigung Chinas als oberstes Ziel gesetzt: Jingnan und Wuping wurden 963 überrannt; die Späten Shu folgten 965, die Südlichen Han um 971, die Südlichen Tang 975. Schlussendlich mussten auch Wuyue und Qingyuan ihr Land an die Nördlichen Song abtreten. Damit war 978 der gesamte Süden Chinas in den Händen einer Zentralregierung.

## Herrscher der Fünf Dynastien und der Zehn Reiche
| Tempelname (廟號, miàohào)                     | Postumer Name (諡號, shìhào)          | Persönlicher Name                 | Regierungszeit | Ära (年號, niánhào) und entsprechende Jahre                                                                       |
| ---------------------------------------------- | ------------------------------------- | --------------------------------- | -------------- | --- |
| Fünf Dynastien                                 |                                       |                                   |                | |
| Spätere Liang-Dynastie 後梁, Hòu Liáng 907–923 |                                       |                                   |                | |
| Tài Zǔ 太祖                                    | –                                     | Zhū Wēn 朱溫oder Zhū Huàng        | 907–912        | Kāipíng 開平 (907–911) Qiánhuà 乾化 (911–912)                                                                     |
| –                                              | Mò Dì 末帝                            | Zhū Zhèn 朱瑱                     | 913–923        | Qiánhuà 乾化 (913–915) Zhēnmíng 貞明 (915–921) Lóngdé 龍德 (921–923)                                              |
| Spätere Tang-Dynastie 後唐, Hòu Táng 923–936   |                                       |                                   |                | |
| Zhuāng Zōng 莊宗                               | –                                     | Lǐ Cúnxù 李存勗                   | 923–926        | Tóngguāng 同光 |
| Míng Zōng 明宗                                 | –                                     | Lǐ Sìyuán 李嗣源 oder Lǐ Dǎn 李亶 | 926–933        | Tiānchéng 天成 (926–930) Chángxīng 長興 (930–933)                                                                 |
| –                                              | Mǐn Dì 節閔帝                         | Lǐ Cónghòu 李從厚                 | 933–934        | Yìngshùn 應順 |
| –                                              | Mò Dì 末帝                            | Lǐ Cóngkē 李從珂                  | 934–936        | Qīngtài 清泰 |
| Spätere Jin-Dynastie 後晉, Hòu Jìn 936–947     |                                       |                                   |                | |
| Gāo Zǔ 高祖                                    | –                                     | Shí Jìngtáng 石敬瑭               | 936–942        | Tiānfú 天福 |
| –                                              | Chū Dì 出帝                           | Shí Chóngguì 石重貴               | 942–947        | Tiānfú 天福 (942–944) Kāiyùn 開運 (944–947)                                                                       |
| Spätere Han-Dynastie 後漢 Hòu Hàn 936–947      |                                       |                                   |                | |
| Gāo Zǔ 高祖                                    | –                                     | Liú Zhīyuǎn 劉知遠                | 947–948        | Tiānfú 天福 (947) Qiányòu 乾祐 (948)                                                                              |
| –                                              | Yǐn Dì 隱帝                           | Liú Chéngyòu 劉承祐               | 948–950        | Qiányòu 乾祐 |
| Spätere Zhou-Dynastie 後周, Hòu Zhōu 951–960   |                                       |                                   |                | |
| Tài Zǔ 太祖                                    | –                                     | Guō Wēi 郭威                      | 951–954        | Guǎngshùn 廣順 (951–954) Xiǎndé 顯德 (954)                                                                        |
| Shì Zōng 世宗                                  | –                                     | Chái Róng 柴榮                    | 954–959        | Xiǎndé 顯德 |
| –                                              | Gōng Dì 恭帝                          | Chái Zōngxùn 柴宗訓               | 959–960        | Xiǎndé 顯德 |
| Zehn Reiche                                    |                                       |                                   |                | |
| Wuyue-Reich 吳越 904–978                       |                                       |                                   |                | |
| Tài Zǔ 太祖                                    | Wǔsù Wáng 武肅王                      | Qián Liú 錢鏐                     | 904–932        | Tiānbǎo 天寶 (908–923) Bǎodà 寶大 (923–925) Bǎozhèng 寶正 (925–932)                                               |
| Shìzōng 世宗                                   | Wénmù Wáng 文穆王                     | Qián Yuánquàn 錢元瓘              | 932–941        | – |
| Chéngzōng 成宗                                 | Zhōngxiàn Wáng 忠獻王                 | Qián Zuǒ 錢佐                     | 941–947        | – |
| –                                              | Zhōngxùn Wáng 忠遜王                  | Qián Zōng 錢倧                    | 947            | – |
| –                                              | Zhōngyì Wáng 忠懿王                   | Qián Chù 錢俶                     | 947–978        | – |
| Min-Reich 閩 909–945 mit Yin-Reich 殷 943–945  |                                       |                                   |                | |
| Tàizǔ 太祖                                     | Zhōngyì Wáng 忠懿王                   | Wáng Shěnzhī 王審知               | 909–925        | – |
| –                                              | –                                     | Wáng Yánhàn 王延翰                | 925–926        | – |
| Tàizōng 太宗                                   | Huìdì 惠帝                            | Wáng Yánjūn 王延鈞                | 926–935        | Lóngqǐ 龍啟 933–935 Yǒnghé 永和 935                                                                               |
| Kāngzōng 康宗                                  | –                                     | Wáng Jìpéng 王繼鵬                | 935–939        | Tōngwén 通文 |
| Jǐngzōng 景宗                                  | –                                     | Wáng Yánxī 王延羲                 | 939–944        | Yǒnglóng 永隆 |
| –                                              | Tiāndé Dì 天德帝 (als Kaiser von Yin) | Wáng Yánzhèng 王延政              | 943–945        | Tiāndé 天德 |
| Jingnan- 荊南 oder Nanping-Reich 南平 906–963  |                                       |                                   |                | |
| –                                              | Wǔxìn Wáng 武信王                     | Gāo Jìxīng 高季興                 | 909–928        | – |
| –                                              | Wénxiàn Wáng 文獻王                   | Gāo Cónghuì 高從誨                | 928–948        | – |
| –                                              | Zhēnyì Wáng 貞懿王                    | Gāo Bǎoróng 高寶融                | 948–960        | – |
| –                                              | Shìzhōng 侍中                         | Gāo Bǎoxù 高寶勗                  | 960–962        | – |
| –                                              | –                                     | Gāo Jìchōng 高繼沖                | 962–963        | – |
| Chu-Reich 楚 897–951                           |                                       |                                   |                | |
| –                                              | Wǔmù Wáng 武穆王                      | Mǎ Yīn 馬殷                       | 897–930        | – |
| –                                              | Héngyáng Wáng 衡陽王                  | Mǎ Xīshēng 馬希聲                 | 930–932        | – |
| –                                              | Wénzhāo Wáng 文昭王                   | Mǎ Xīfàn 馬希範                   | 932–947        | – |
| –                                              | Fèidì 废帝                            | Mǎ Xīguǎng 馬希廣                 | 947–950        | – |
| –                                              | Gōngxiào Wáng 恭孝王                  | Mǎ Xī'è 馬希萼                    | 950            | – |
| –                                              | –                                     | Mǎ Xīchong 馬希崇                 | 950–951        | – |
| Wu-Reich 吳 904–937                            |                                       |                                   |                | |
| Tài Zǔ 太祖                                    | Xiàowǔ Dì 孝武帝                      | Yáng Xíngmì 楊行密                | 904–905        | Tiānyòu 天祐 |
| Liè Zōng 烈宗                                  | Jǐng Dì 景帝                          | Yáng Wò 楊渥                      | 905–908        | Tiānyòu 天祐 |
| Gāo Zǔ 高祖                                    | Xuān Dì 宣帝                          | Yáng Lóngyǎn 楊隆演               | 908–921        | Tiānyòu 天祐 (908–919) Wǔyì 武義 (919–921)                                                                        |
| –                                              | Ruì Dì 睿帝                           | Yáng Pǔ 楊溥                      | 921–937        | Shùnyì 順義 (921–927) Qiánzhēn 乾貞 (927–929) Dàhé 大和 (929–935) Tiānzuò 天祚 (935–937)                          |
| Südliches Tang-Reich 南唐 937–975              |                                       |                                   |                | |
| Xiān Zhǔ 先主 oder Liè Zǔ 烈祖                 | –                                     | Lǐ Biàn 李昪                      | 937–943        | Shēngyuán (昇元)                                                                                                  |
| Zhōng Zhǔ 中主 oder Yuán Zōng 元宗             | –                                     | Lǐ Jǐng 李璟                      | 943–961        | Bǎodà 保大 (943–958) Jiāotài 交泰 (958) Zhōngxīng 中興 (958)                                                      |
| Hòu Zhǔ 後主                                   | Wǔ Wáng 武王                          | Lǐ Yù 李煜                        | 961–975        | – |
| Südliches Han-Reich 南漢 917–971               |                                       |                                   |                | |
| Gāo Zǔ 高祖                                    | Tiān Huáng Dà Dì 天皇大帝             | Liú Yán 劉龑                      | 917–925        | Qiánhēng 乾亨 (917–925) Báilóng 白龍 (925–928) Dàyǒu 大有 (928–941)                                               |
| –                                              | Shāng Dì 殤帝                         | Liú Fēn 劉玢                      | 941–943        | Guāngtiān 光天 |
| Zhōng Zōng 中宗                                | –                                     | Liú Chéng 劉晟                    | 943–958        | Yìngqián 應乾 (943) Qiánhé 乾和 (943–958)                                                                         |
| Hòu Zhǔ 後主                                   | –                                     | Liú Cháng 劉鋹                    | 958–971        | Dàbǎo 大寶 |
| Nördliches Han-Reich (Bei) 951–979             |                                       |                                   |                | |
| Shì Zǔ 世祖                                    | Shén Wǔ Dì 神武帝                     | LiúMín 劉旻                       | 951–954        | Qiányòu 乾祐 951–954                                                                                              |
| Ruì Zōng 睿宗                                  | Xiào Hé Dì 孝和帝                     | LiúChéng Jūn 劉承鈞               | 954–970        | Qiányòu 乾祐 954–957 Tiānhuì 天會 957–970                                                                         |
| Shào Zhǔ 少主                                  | –                                     | LiúJì Ēn 劉繼恩                   | 970            | – |
| –                                              | Yīng Wǔ Dì 英武帝                     | LiúJì Yuán 劉繼元                 | 970–982        | Guǎngyùn 廣運 970–982                                                                                             |
| Früheres Shu-Reich (Qian) 907–925              |                                       |                                   |                | |
| Gāo Zǔ 高祖                                    | –                                     | Wáng Jiàn 王建                    | 907–918        | Tiānfù 天復 907 Wǔchéng 武成 908–910 Yǒngpíng 永平 911–915 Tōngzhèng 通正 916 Tiānhàn 天漢 917 Guāngtiān 光天 918 |
| Hòu Zhǔ 後主                                   | –                                     | Wáng Yǎn 王衍                     | 918–925        | Qiándé 乾德 918–925 Xiánkāng 咸康 925                                                                             |
| Späteres Shu-Reich (Hou) 934–965               |                                       |                                   |                | |
| Gāo Zǔ 高祖                                    | –                                     | Mèng Zhī Xiáng 孟知祥             | 934            | Míngdé 明德 |
| Hòu Zhǔ 後主                                   | –                                     | Mèng Chǎng 孟昶                   | 938–965        | Míngdé 明德 934–938 Guǎngzhèng 廣政 938–965                                                                       |